# マリオパーティDS
『マリオパーティDS』（マリオパーティディーエス、MARIO PARTY DS）は、ハドソン・シーエイプロダクションが開発、任天堂から発売されたニンテンドーDS専用ゲームソフト。略称は「マリパDS（マリパディーエス）」。日本では2007年11月8日に発売された。

## 概要
家庭用向けではマリオパーティシリーズの通算10作目にあたる、『マリオパーティ アドバンス』以来2作目の携帯型ゲーム作品である。本作では、ニンテンドーDSのタッチパネルやマイクを使用する、新しい操作方法のミニゲームが多数収録され、『マリオパーティDS』のDSカード1枚と人数分のニンテンドーDS本体を用意することで、全ての対戦用モード（ボードゲームやミニゲーム）を最大4人まで同時に遊ぶことができる。ハドソンが開発に携わった最後のマリオパーティ作品となった。
2007年12月下旬に、今作より4か月前にWiiで発売されていた『マリオパーティ8』と共にミリオンセラー入りを果たした。最終的な販売本数は『マリオパーティ8』を上回っており、現在、日本国内、世界共にシリーズ最高売上である2018年の『スーパー マリオパーティ』が発売されるまでは国内の売上はシリーズ最高となっていた。
BGMは八幡浩暢と大峠進也が担当した。
日本ゲーム大賞2008年度優秀賞受賞。

## ストーリー
ある日の夜、マリオは地上に落ちてきた流れ星の「ひかるピース」の一部を拾う。その翌朝、仲間たちと共に、この「ひかるピース」とはいったい何なのかを考えていたマリオの所へ、クッパから、日頃の意地悪のお詫びにご馳走を振舞うという招待状が届く。マリオ達は疑問に思いつつもクッパ城へやってきたが、やはり罠に掛かって騙されてしまい、クッパの「ミニミニのつえ」で体を小さくされ、「ひかるピース」を奪われてしまう。そのままクッパ城から遠くに置き去りにされたマリオ達は、クッパを倒して元の大きさの体に戻るため、クッパ城へ冒険に旅立つのだった。

## ゲームモード
ストーリーモード
クッパを倒して元の大きさの体に戻るために、5つのボードマップをプレイして冒険をする、1人用のモード。ゲームの流れやルールに関しては、ボードゲームの節を参照。
パーティモード
好きなルールを設定してボードマップで遊ぶことができる1 - 4人用のモード。詳細はボードゲームの節を参照。
ミニゲームモード
「パーティモード」「ストーリーモード」「エクストラモード」でプレイしたことのあるミニゲームを使用して、次の6種類の遊び方ができる。
フリープレイ
「パーティモード」「ストーリーモード」「エクストラモード」で1つ以上ミニゲームを発見するとプレイできるようになる、1人 - 4人用のゲーム。
上記の各モードでプレイしたことのあるミニゲームの内、好きなミニゲームを選び自由にプレイすることができる。
かちぬきバトル
ボーナスミニゲームをのぞく「vs4」「1vs3」「2vs2」のミニゲームをそれぞれ4つ以上発見するとプレイできるようになる、1人 - 4人用のゲーム。
「かちぬきかいすう」と「ミニゲームジャンル」を設定し、ルーレットで選ばれたミニゲームをプレイする。最初に決めた回数をミニゲームで勝利したプレイヤー、チームが優勝となる。
バトルカップ
ボーナスミニゲームをのぞく「vs4ミニゲーム」「バトルミニゲーム」を合計5つ以上発見するとプレイできるようになる、1人 - 4人用のゲーム。
最初にプレイするミニゲームを5つ設定し、その5つのミニゲームを順にプレイして勝利した回数を競う。
スコアアタック
以下の10種類のミニゲームをすべて発見するとプレイできるようになる、1人 - 4人用のゲーム。
以下のミニゲームを順番にプレイし、タイムや記録に応じて得られるポイントを稼ぎ、合計点を競う。総合得点の上位3位まで記録が残る。
1. てすりでジャンプ
2. ぴょんぴょんレース
3. クルクルさくらんぼ
4. すれすれストップ
5. たたいてペンシル
6. ばたばたバッタン
7. どかしてはっぱレース
8. ペダルでカートレース
9. ゆらゆらハンガー
10. ゴムボートレース

ボスタイムアタック
「ストーリーモード」で「たいけつクッパ」をクリアするとプレイできるようになる1人用のゲーム。
「ボスミニゲーム」を1人で連続でプレイし、そのクリアタイムを競う。総合タイムの上位3位まで記録が残る。
ミニゲームブリッジ
「すれすれストップ」「ふーふーどうかせん」「よけろ！クリボーシュート」「かさねてチップタワー」「ピッタリのっかれ」の5つをすべて発見するとプレイできるようになる、1人 - 4人用のゲーム。
出現する橋のパーツをかけて、ミニゲームルーレットで選ばれたミニゲームをプレイする。ミニゲームで勝利したプレイヤーは橋のパーツを好きなマスに1つ置くことができる。この流れを繰り返し、先に中央のロケットまで橋をつなげたプレイヤーが優勝となる。たまにクッパJr.が現れ、ハプニングイベントを発生させることがある。なお、このゲームのミニゲームルーレットには「vs4ミニゲーム」「バトルミニゲーム」が混じって登場する。
エクストラモード（DSダウンロードプレイ時のみプレイ可能）
2人プレイ専用のモードで、次の2種類のゲームがある。
ドロー＆キャッチ
2人1組となり、COMプレイヤーのチームと競い合うボードゲーム。サイコロブロックをたたいて移動しステージ上にラインを引き、COMチームのプレイヤーを囲む。10ターン以内にCOMチームのプレイヤー全員をラインで囲むと勝利となる。途中で「2vs2ミニゲーム」を3回プレイし、勝利したチームは次のターンでサイコロブロックを2個たたくことができる。
カラーテリトリー
1対1でプレイするボードゲーム。順番にサイコロブロックをたたいてステージを進む。通過したマスはそのプレイヤーの色に変わり、止まったマスによってはサイコロブロックが出てきたりスターが入手できることがある。また、ライバルと同じマスに止まると「デュエルミニゲーム」が発生し、ミニゲームで勝利すると負けた相手の持つスター1個と、ライバルが止まっているマスを自分のものにすることができる。自分のマスは1マス1ポイント、スターは1個5ポイントとして計算され、10ターン終了時にポイントがより多いプレイヤーが勝利となる。
パズルモード
マリオパーティ3 - 7にそれぞれ収録されていた旧作のパズルミニゲームをリメイクした「パズルコレクション」と、今作で新しく用意された「さんかくパズル」が遊べるモード。1人用はいずれもゲームオーバーになるまでどれだけ得点できるかに挑戦するルールで、CPUとの対戦は不可。DSダウンロードプレイ時のみ、2人での対戦が可能。
ダウンロードプレイ
人数分のニンテンドーDS本体と『マリオパーティDS』のDSカード1枚を用意しモードセレクト画面の「ダウンロードプレイ」を選ぶことで、以下のモードを2 - 4人でプレイすることができる。なお、本作は「DSワイヤレスプレイ」には対応しておらず、「ダウンロードプレイ」で全てのボードゲームやミニゲームを2人 - 4人でプレイすることが可能。
- パーティモード
- ミニゲームモード
- エクストラモード（2人用）
- パズルモード（2人用）

## キャラクター

### プレイヤー
- マリオ
- ルイージ
- ピーチ
- ヨッシー
- ワリオ
- デイジー
- ワルイージ
- キノピオ

### その他のキャラクター
本作ではゲームの司会を担当するキャラクターは存在せず、ボードゲームやミニゲームなどの司会・解説はすべてナレーションとなっている。
ハナチャン
マップ「ハナチャンのガーデン」の主。パックンフラワーに庭を荒らされて困っていた。また、ミニゲーム「ピッタリおえかき」にハナチャンのイラストが登場。
パックンフラワー
「ハナチャンのガーデン」のボス。ステージ上にも居座っており、彼の手前の「ハプニングマス」に止まると火炎放射で攻撃され、手持ちのコインを10枚失う（失敗することもあり、この場合はコインは失わない）。
キノピコ
「キノピコのおんがくしつ」の主。ハンマーブロスに楽器を荒らされて困っていた。ミニゲーム「まとあてクッパ」にはキノピコのマトが登場する。
ハンマーブロス
「キノピコのおんがくしつ」のボス。クッパの命令なのか、それとも自らの意思なのかは不明だが、何故かキノピコの楽器を荒らしていた。ステージではティンパニー上の「ハプニングマス」に止まったプレイヤーをどこかのマスへ吹き飛ばす。
ドンキーコング
マリオ達と同様にクッパに招待されていたが、途中の森でカロンの魔法により体を石にされてしまう。「ストーリーモード」では、カロンを倒すと元に戻る。また、ストーリー終盤では思わぬ活躍を見せる。
この作品では全てナレーションが説明してるため、喋れないらしい。
ディディーコング
ドンキーコングと共に行動していたが、ドンキーのように石にはされなかった。マリオ達にドンキーを助けるよう求める。
この作品では全てナレーションが説明してるため、喋れないらしい。
カロン
「ドンキーコングのせきぞう」のボス。ステージでは棺桶に隠れており、彼の手前の「ハプニングマス」に止まるとスタート地点、あるいはスターの手前に吹き飛ばされてしまう。今作では魔法も使える。
ノコじい
ノコノコの祖父。カメックの魔法により本の中に閉じ込められてしまう。「ボスミニゲーム」ではプレイヤーの手助けをする。
本来のノコノコは亀一族の一員なのだが、このノコノコは孫共々平和を愛しているためか、亀一族の一員ではないらしい。（自ら裏切ったのか、それともクビにされたのかは不明。）
ノコノコ
上記のノコじいの孫として登場する。マリオ達にノコじいを助けるように求める。
本来のノコノコは亀一族の一員なのだが、このノコノコは祖父共々平和を愛しているためか、亀一族の一員ではないらしい。（自ら裏切ったのか、それともクビにされたのかは不明。）
カメック
「カメックのとしょかん」のボス。ストーリー初盤では、クッパの命令により、体を小さくされたマリオたちを、遠くに捨ててしまう。ボードマップでは色々な魔法を使用して、プレイヤーたちを妨害する。通常のミニゲームでは「まとあてクッパ」にカメックのマトが登場する。
クッパ
ミニゲームを独り占めするためにマリオ達から「ひかるピース」を奪い、「ミニミニのつえ」でマリオ達の体を小さくする。「クッパマス」に止まるとコインやスターを没収するなどプレイヤーに悪さをするのは従来のシリーズと同じだが、ラスト5ターンの時に最下位のプレイヤーにコインやスターをプレゼントしたり「クッパマス」に止まっても20コイン奪うところを10コインに減免してくれるなど性格は若干マイルドになっている。「クッパのピンボール」のマップではピンボールのフリッパーやプランジャーを操作する。「ボスミニゲーム」新開発の兵器「クッパのハイパーへんしんベルト」でマリオ達に挑む。通常のミニゲームに本人が登場することはないが、「まとあてクッパ」にクッパのマトが、「キャッチャーパニック」にクッパのヌイグルミが、「かさねてチップタワー」にクッパのアイコンと音声のみが、それぞれ登場している。
クッパJr.
マリオパーティシリーズでは初登場。今作では「クッパのピンボール」のマップでプレイヤーをピンボールのフリッパーではじき飛ばす役を担当。また、「ミニゲームブリッジ」でゲーム中たまに登場し、なんらかのハプニングを発生させる。
チョロプー
ボードマップでアイテムショップを営業しており、アイテムを売ってくれる。また、ミニゲーム「チョロプーにつかまるな」にも登場。
クリボー
ミニゲーム「かこんでクリボー」「よけろ！クリボーシュート」「きてきてクリボー」に出演。他にも「ピッタリおえかき」にクリボーのイラストが、「けっせん！ハンドボール」にクリボーの板が、それぞれ登場する。
ボムへい
ミニゲーム「かこんでクリボー」と、パズルミニゲーム「ボムへいパズル」に出演。
ヘイホー
ミニゲーム「よけろ！クリボーシュート」「キャンディプレゼント」「ヘイホーバーガー」「まわしてジューシーハム」に出演。「キャンディプレゼント」以外では実質的にモブキャラのような扱いとなっている。
プクプク
ミニゲーム「プクプクフィッシング」「プクプクサバイバル」に出演。前者ではプレイヤーに釣られる側だが、後者ではプレイヤーを吸い込んでしまうような本来の獰猛な性格が表れる。また、「ピッタリおえかき」でプクプクのイラストが登場する。
バッタン
ミニゲーム「ばたばたバッタン」「ふーふーバッタン」に出演。倒れるというキャラクターが良かったのか、今作ではドッスンより出番が多い。
ドッスン
パズルミニゲーム「ドッスンパズル」に出演。今作のドッスンは『マリオパーティ3』当時のデザインとなっている。
テレサ
ミニゲーム「テレサおにゴッコ」「さがしてテレサ」に出演。セオリー通り、ホラー要員である。また、「ピッタリおえかき」にイラストが登場。
シュッポー
ミニゲーム「にげろ！シュッポー」に出演。汽車を模したキャラクター。
ガサゴソ
ミニゲーム「アタック！ガサゴソ」に出演。クモのキャラクター。

## ボードゲーム
「パーティモード」「ストーリーモード」ではボードゲームをプレイすることができる。各モードのルールやゲームの流れは以下の通り。
パーティモード
パーティモードでは以下の3つのバトルルールから1つを選び、1人 - 4人でボードゲームをプレイすることができる。このほかに、使用するキャラ・ステージ・ターン数・ボーナスの有無などの細かいルールの設定をして、最後にターンの順番を決めるとゲームスタートとなる。設定したターン数が全て終了した時点で、最も多くの「スター」を持っていたプレイヤー・チームが優勝となる。負けたプレイヤー・チームはサイコロの足場から回転して振り落とされる。
バトルロイヤル
4人で「スター」を集めた数を競う。ターンの終了時に発生するミニゲームは「vs4ミニゲーム」「1vs3ミニゲーム」「2vs2ミニゲーム」「バトルミニゲーム」の4つで、各プレイヤーが止まったマスの色によって発生するミニゲームのジャンルが決まる。
タッグマッチ
2人と2人のペアに分かれて、「スター」を集めた数を競う。スター・コイン・アイテム（しかけマス）はチームで共有となる。ターンの終了時に発生するミニゲームは「vs4ミニゲーム」「2vs2ミニゲーム」の2つからランダムで選ばれ、「1vs3ミニゲーム」「バトルミニゲーム」は発生しない。
デュエル
2人用のモード。1対1で「スター」を集めた数を競う。ターンの終了時には「デュエルミニゲーム」が発生する（上記のバトルルールと同様に、ミニゲームで勝利したプレイヤーが10コインもらえる）。
ストーリーモード
1人用のモード。ストーリーに沿って、順番に5つのステージ（ボードマップ）をプレイしていく。ボードゲームのながれは「パーティモード」の「バトルロイヤル」と同様だが、ターン数は「10ターン」・ボーナスは「なし」で、COMキャラの強さが変更できなくなったりと、ルールの設定が固定されている。ボードゲームで1位（スーパースター）になるとそのマップにいるボスキャラクターと「ボスミニゲーム」で対決し、勝利すると次のステージへ進むことができる（COMキャラが1位になった場合は必ずボスに敗北し、もう一度そのステージをやり直しになる）。

### かくしブロック
今作ではボードマップ上で「プラスマス」に止まった際に時々「かくしブロック」が出現することがある（アイテム「ミラクルセンサー」を使うと、移動終了後に止まったマスに関係なく必ず出現する）。「ばしょこうかんマス」以外のしかけマスが設置されている場合は、しかけマスの効果が発生してからかくしブロックが出現する。

### ラスト5ターンイベント
残り5ターンになると最下位のプレイヤー（複数いる場合はランダムで誰か1人）がクッパに呼び出され、ルーレットで以下のうちいずれか1つのイベントが発生する。イベントの対象者は、特別な記述のないものはクッパに呼び出された最下位のプレイヤーとなる。なお、赤色で「100スタープレゼント！」「300スタープレゼント！」と書かれたものもあるが、これはルーレットで選ばれることはない（そもそも今作のスター数の上限は99個である）。
20コインゲット！
20コインがもらえる。
30コインゲット！
30コインがもらえる。「キノピコのおんがくしつ」「カメックのとしょかん」でのみ発生する。
スターを5コインでゲット！
プレイヤー全員に影響し、以降の残り5ターンはスター1個の入手に必要なコイン数が5コインとなる。「キノピコのおんがくしつ」「カメックのとしょかん」では発生しない。
みんなから 10コインゲット！
他のプレイヤー全員から10コインずつもらえる。他のプレイヤーは全員10コインずつ失う。10コイン未満の場合は、ある分だけ全部失う。
1スタープレゼント！
スターを1個入手できる。

### ボーナススター
「パーティモード」ではボーナススターの設定を「あり」にした場合、ゲーム終了時に以下の中から3種類の「ボーナススター」が発表され、該当したプレイヤー・チームはそれぞれスターを1個得られる。どのボーナススターが発表されるかは、ゲーム終了時にならないと判明しない。
ミニゲームスター
ターン終了時のミニゲームでの「勝利数」が一番多いプレイヤー・チームに与えられる。過去の作品とは異なり、「ミニゲームで集めたコインの枚数」ではなく「ミニゲームで勝った回数」に変更されている。「バトルミニゲーム」は1位になった回数のみ該当し、「ボーナスミニゲーム」はコインを1枚でも入手すれば勝利した回数としてカウントされる。
ランニングスター
マスを移動した数が最も多いプレイヤー・チームに与えられる。
アイテムスター
「アイテム」の使用回数が一番多いプレイヤー・チームに与えられる。「しかけマス」をしかけた回数は含まれない。
しかけまスター
「しかけマス」をしかけた回数が一番多いプレイヤー・チームに与えられる。「アイテム」を使用した回数は含まれない。
ハプニングスター
「ハプニングマス」に止まった回数が一番多いプレイヤー・チームに与えられる。
ともだちスター
「ともだちマス」に止まった回数が一番多いプレイヤー・チームに与えられる。けっとうマスに変化した後の回数は含まれない。

## ミニゲーム
全部でミニゲームは94種類あるが、このうち「デュエルミニゲーム」は「vs4ミニゲーム」や「2vs2ミニゲーム」で登場したものを2人用に変更されたものが使われるので、実質は62種類のミニゲームが収録されている。ストーリーの設定上のためか、本作のミニゲームは小さくなったマリオたちが実際の生活用品やおもちゃなどを用いて対決する（スプーンやぬいぐるみより小さかったり、ハンバーガーを飛び越えられなかったり、汽車のおもちゃやチップで飛ばされたりなど）といった趣旨のものが多い。

## パズルモード
過去のマリオパーティシリーズで登場したパズルミニゲームが収録された「パズルコレクション」と、今作で新しく登場した「さんかくパズル」がプレイできる1 - 2人用のモード。ただし「さんかくパズル」は条件を満たさないとプレイすることができない。

## 関連書籍
- 任天堂公式ガイドブック マリオパーティDS ISBN 9784091063977 - 小学館（発売日：2007年12月11日）